# Tři města

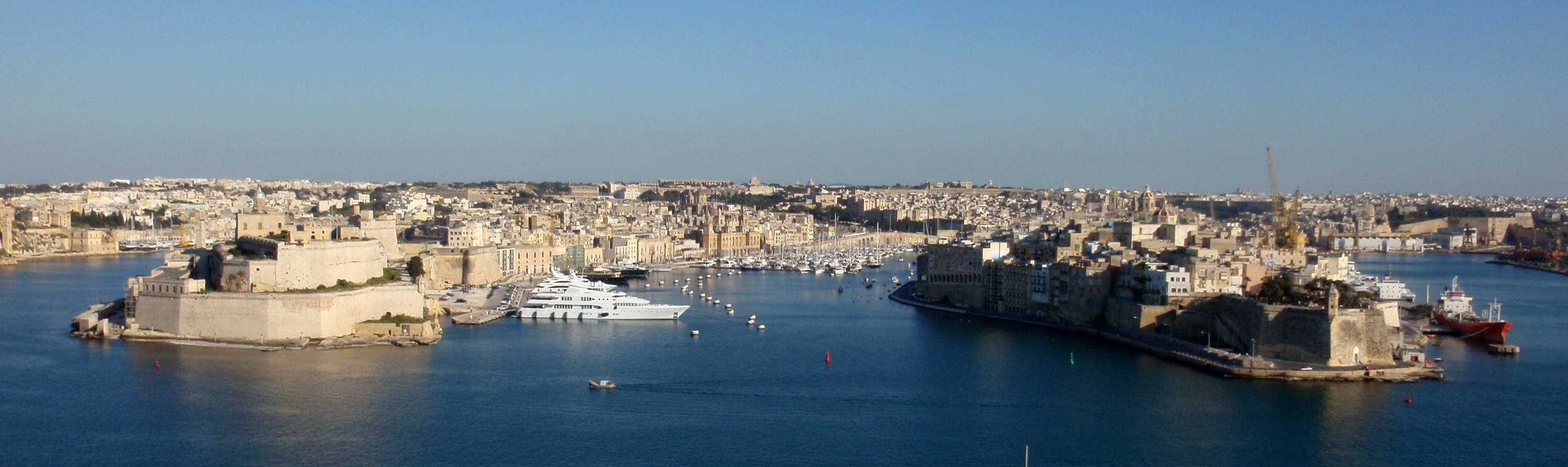
Panorama tří měst, 2011

Tři města je společné jméno tří opevněných měst na ostrově Malta. Cospicua, Vittoriosa a Senglea.

## Popis
Města jsou ohraničena mohutnou linií hradeb (Cottonera Lines) postavenou řádem rytířů svatého Jana.